# Tulska oblast
Tulska oblast (rusko Ту́льская о́бласть) je oblast v Rusiji v Osrednjem federalnem okrožju. Na severu in severovzhodu meji z Moskovsko oblastjo, na vzhodu z Rjazansko oblastjo, na jugovzhodu in jugu z Lipecko oblastjo, na jugu in jugozahodu z Orjolsko oblastjo ter na zahodu in severozahodu s Kaluško oblastjo. Ustanovljena je bila 26. septembra 1937.